# トロント・ドミニオン・センター
トロント・ドミニオン・センター（Toronto-Dominion Centre）は、カナダ・オンタリオ州トロントの市街中心部に位置する、高層ビル群。トロントに本社を置くトロント・ドミニオン銀行の本社ビル群などとして機能している。6棟の高層ビルと低層部の組合せより構成されており、最高部はTDタワーの223m。TDタワーはファースト・カナディアン・プレイス、スコシア・プラザ、TDカナダ・トラスト・タワー、コマース・コートに次ぎトロントで5番目の超高層ビルである。
トロント・ドミニオン・センターは現代建築家ミース・ファン・デル・ローエの設計で、インターナショナル・スタイルで設計されている。ブロンズ色のガラスと黒色塗装の鉄壁で出来た、6棟の高層ビルと低層部の組合せより構成されている。全体で約21,000人が勤務する高層ビル群で、カナダ最大規模を誇る。
1967年から1991年の間に完成し、さらに追加のビルが敷地外に建てられ、後1998年に追加買収された。2003年にオンタリオ文化財法の適用を受け、2005年にはオンタリオ文化財信託の適用を受けている。

## 構成する高層ビル
- TDタワー（TD Tower）
- 77 King
- 100 Wellington
- TD Waterhouse
- Ernst and Young
- 95 Wellington